# Regions-Harbert Plaza
La Regions-Harbert Plaza est un gratte-ciel de bureaux de style post-moderne de 133 mètres de hauteur (hauteur du toit) construit à Birmingham dans l'Alabama en 1989. L'ancien nom de l'immeuble était l'Amsouth Harbert Plaza. L'immeuble a été nommé d'après l'homme d'affaires de Birmingham John Murdoch Harbert III. C'est l'un des immeubles les plus célèbres de la ville de Birmingham.
Au moment de noël, des lumières vertes et rouges sont allumés au sommet de l'immeuble.
La base de l'immeuble comprend un grand-magasin (departement store) de style parisien.
L'architecte est l'agence Hellmuth, Obata & Kassabaum
En 2024 c'est le deuxième plus haut immeuble de Birmingham.